# Barbara Payton

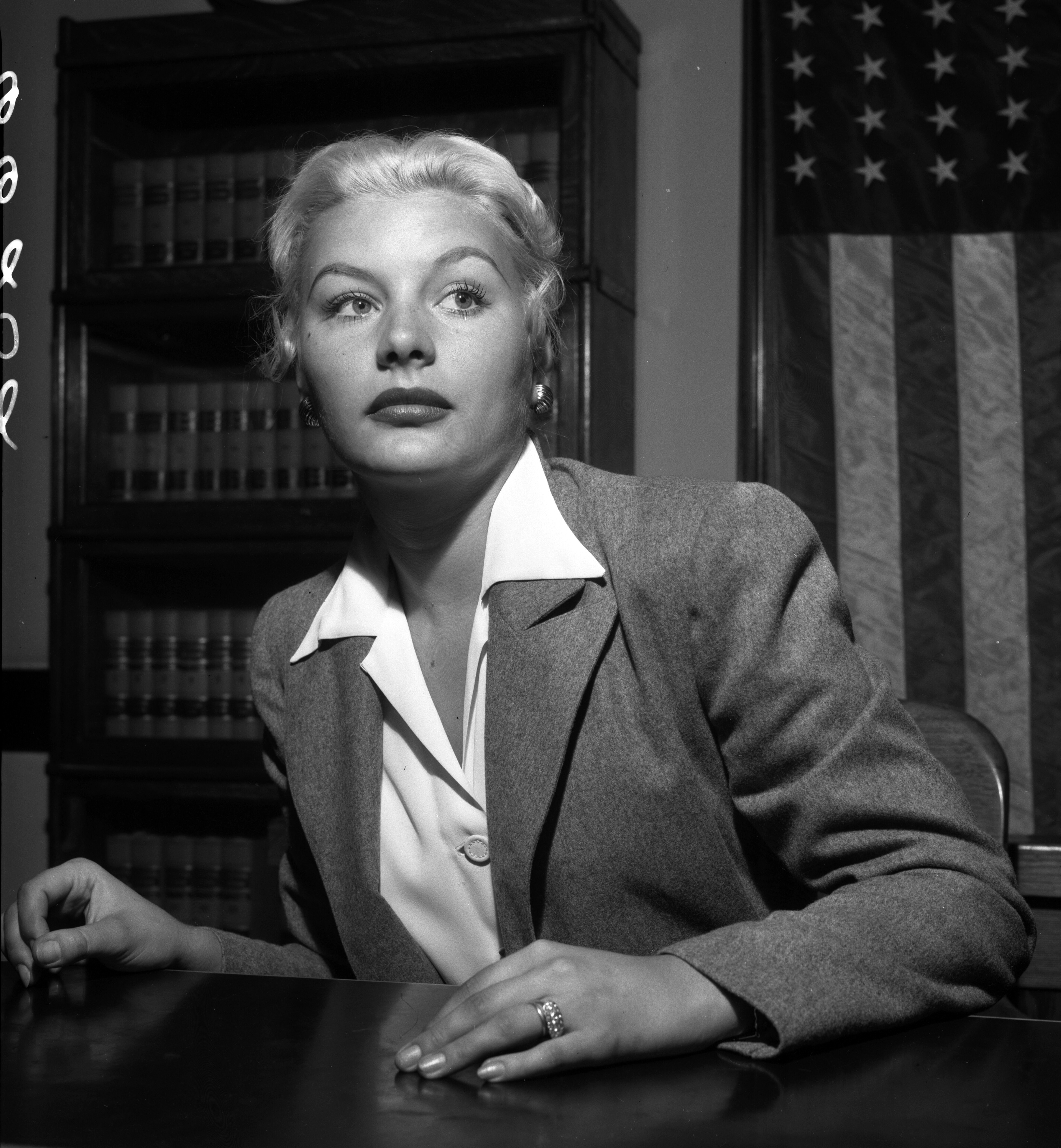
Barbara Payton (1950)

Barbara Lee Payton (* 16. November 1927 in Cloquet, Minnesota; † 8. Mai 1967 in San Diego, Kalifornien) war eine US-amerikanische Schauspielerin.

## Leben
Barbara Payton spielte zahlreiche Hauptrollen in Hollywood-Filmen der späten 1940er bis frühen 1950er Jahre. Sie verkörperte den Typ der blonden femme fatale im amerikanischen Film noir. Berühmt wurde sie mit ihrer Rolle in dem Kriminaldrama Kiss Tomorrow Goodbye (1950) an der Seite von James Cagney. Zu ihren Filmpartnern gehörten unter anderen auch Gregory Peck, Lloyd Bridges, Gary Cooper und Raymond Burr.

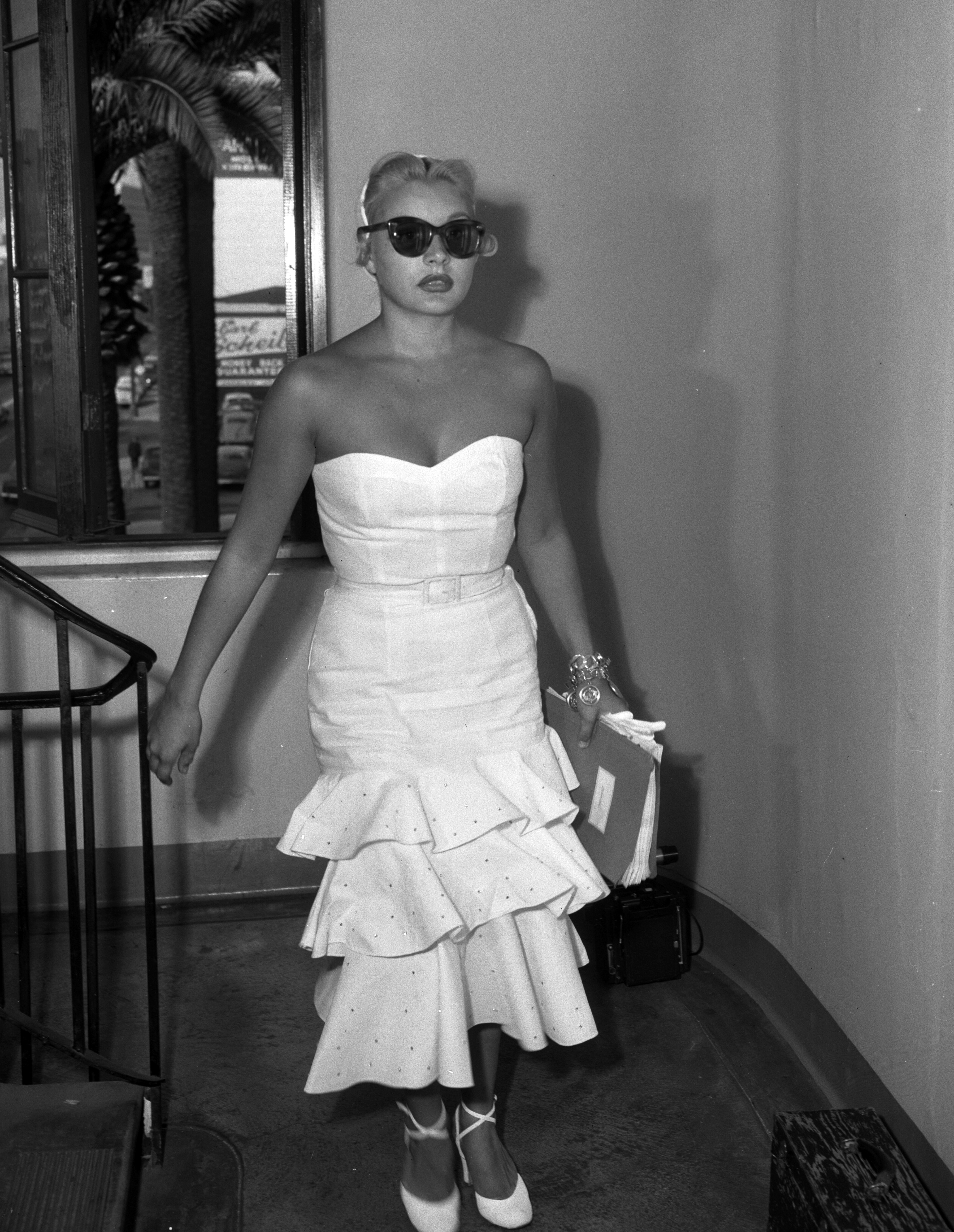
Payton auf dem Weg zu ihrem im Krankenhaus liegenden Mann Franchot Tone (1951)

Von 1950 bis 1952 war sie mit dem Schauspieler Franchot Tone verheiratet. Tone wurde 1951 von Paytons Liebhaber Tom Neal ins Koma geprügelt, was einen größeren Skandal auslöste. Während ihres Vertrags mit Warner Bros. verdiente sie 10.000 Dollar in der Woche. Trotz ihrer Popularität brach ihre Karriere nach ihrem letzten Film Murder Is My Beat 1955 ab.
Ihr Leben, das von Alkohol und anderen Drogen stark beeinflusst wurde, war Thema in der Boulevardpresse und wurde auch nach ihrem Tod Gegenstand etlicher Publikationen bis in die Gegenwart. Im Jahr 1963 veröffentlichte sie ihre Memoiren unter dem Titel I Am Not Ashamed, die auf dem Buchcover als „schockierende wahre Geschichte“ angekündigt und 2008 wieder aufgelegt wurden. Die Filmjournalistin Kim Morgan zieht eine Linie von ihr zu Britney Spears und schreibt, Paytons schonungslos offene Bekenntnisse seien zugleich lustig, klug, bescheiden, eitel, pathetisch und sehr lehrreich. Obwohl sie in den 1940er und 1950er Jahren ein Star war, seien ihre Einsichten auch heute aktuell. Jede Schauspielerin auf halbem Weg an die Spitze solle dieses Buch lesen.
Barbara Payton starb 1967 im Alter von nur 39 Jahren an Herz- und Leberversagen.

## Filmografie (Auswahl)
- 1949: Silver Butte (Kurzfilm)
- 1949: Once More, My Darling
- 1949: Die Menschenfalle (Trapped)
- 1949: The Pecos Pistol (Kurzfilm)
- 1950: Den Morgen wirst du nicht erleben (Kiss Tomorrow Goodbye)
- 1950: Todfeindschaft (Dallas)
- 1951: Bis zum letzten Atemzug (Only The Valiant)
- 1951: Die Braut des Gorilla (Bride of the Gorilla)
- 1951: Trommeln im tiefen Süden (Drums in the Deep South)
- 1953: Teufel in Blond (Bad Blonde/The Flanagan Boy)
- 1953: The Great Jesse James Raid
- 1953: Four Sided Triangle
- 1953: Run for the Hills
- 1955: Mord ist mein Geschäft (Murder Is My Beat)
- 1963: Vier für Texas (4 for Texas)